# 路德会基督堂 (明尼阿波利斯)
路德会基督堂（英語：Christ Church Lutheran）是一座美国福音路德会(ELCA)教堂，位于明尼苏达州明尼阿波利斯第34大道南3244号。该堂创立于1911年。它的建筑，包括教堂（1949年）和教育楼（1962年），由芬兰-美国建筑师伊利尔·沙里宁和埃罗·沙里宁父子设计，自建成之日就被认为是美国早期现代宗教建筑的杰出范例，被建筑、流行和宗教出版物广泛介绍，是20世纪50年代和60年代无数现代教堂的灵感来源。1977年该建筑获美国建筑师学会二十五年奖，只有两个宗教场所有幸获此荣誉。2009年1月16日由美国内政部宣布为国家历史地标。
每月的第二个星期天上午11点向公众提供免费导游服务。